# Apart

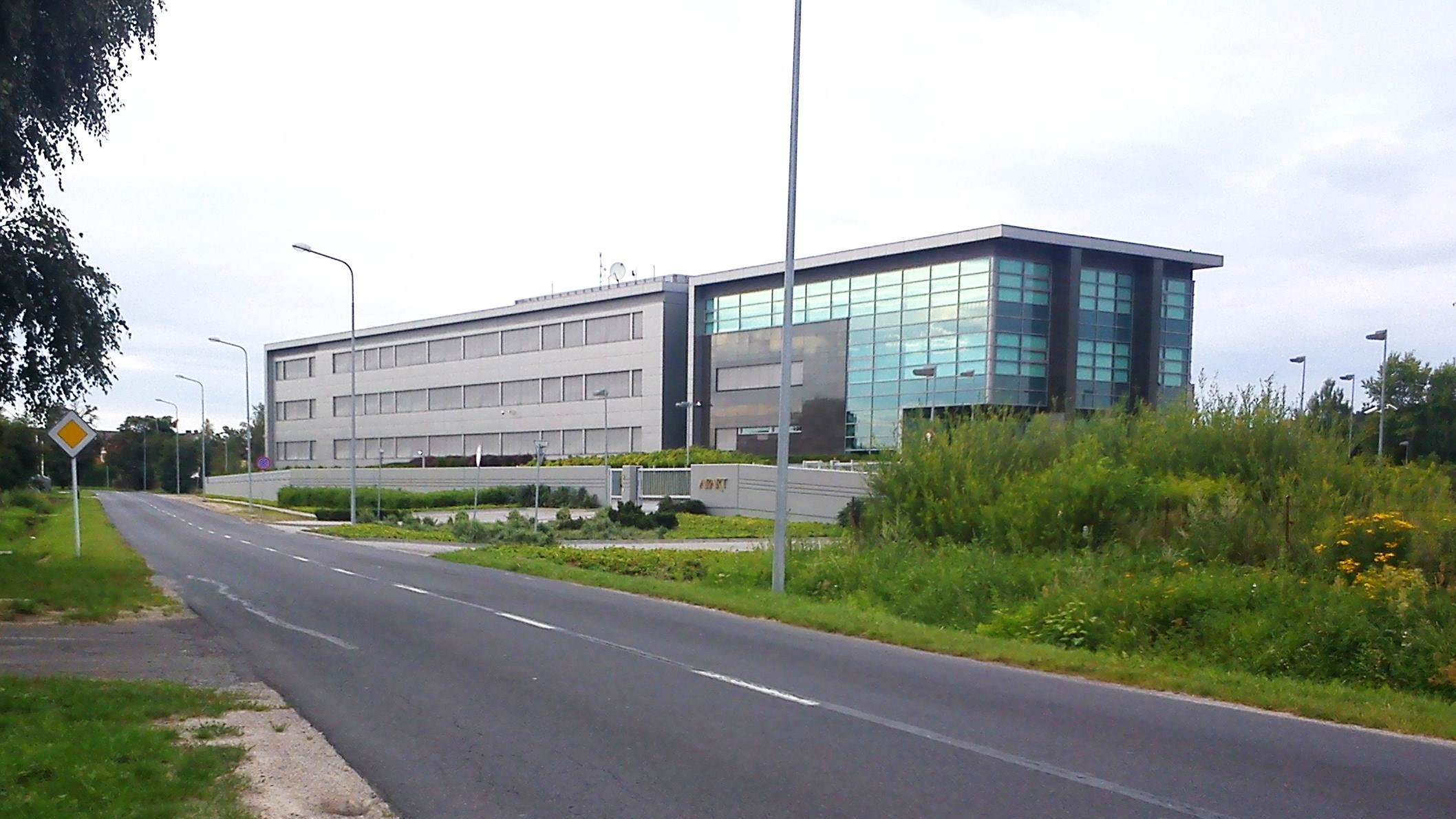
Siedziba firmy w Suchym Lesie

Apart Sp. z o.o. – polskie przedsiębiorstwo jubilerskie z siedzibą w Suchym Lesie koło Poznania.

## Historia
Początki przedsiębiorstwa sięgają 1977 roku. Jego nazwa powstała z połączenia pierwszych liter imion założycieli – Adama i Piotra Rączyńskich – ze słowem „art” oznaczającym „sztukę”. W 1997 roku otworzono pierwszy firmowy salon jubilerski w Poznaniu. Spółka Apart zdobyła nagrody takie jak m.in.: Dobra Firma 2007, Doskonałość Mody 2007 i Superbrand. Jako pierwsza w kraju rozpoczęła sprzedaż drogiej biżuterii w centrach handlowych.
Piotr i Adam Rączyńscy uplasowali się w 2006 roku na 88. pozycji na liście 100 najbogatszych Polaków tygodnika „Wprost” z majątkiem szacowanym na 195 mln zł.

## Nagrody i wyróżnienia
Opracowano na podstawie:
Sukces firmy Apart, która zbudowała pozycję lidera w branży jubilerskiej w Polsce, znalazł odzwierciedlenie w licznych nagrodach i wyróżnieniach.
- Superbrands – międzynarodowa organizacja obecna w ponad 80 krajach wyróżniła Apart jako jedną z najsilniejszych marek konsumenckich w Polsce (2008, 2010-2020, 2022-2024). Na końcowy werdykt składają się głosy Rady Marek oraz badania konsumenckie.
- Polska Marka i Created in Poland – nagrody przyznawane w ramach projektu Superbrands Polska markom, które osiągnęły wyjątkową reputację i sukces na rynku krajowym i międzynarodowym.
- Doskonałość Mody „Twój Styl” (2007–2024) – prestiżowe wyróżnienie za najciekawsze elementy modowego stylu, innowacyjność oraz jakość wykonania, zarówno w produktach, jak i kampaniach marketingowych oraz e-commerce.
- Najmocniejsza Polska Marka – dziennik „Rzeczpospolita” (MARQA 2006, 2008–2016) – prestiżowy tytuł i statuetka przyznawana w kategorii marek niespożywczych na podstawie niezależnych badań konsumenckich.
- Orły „Wprost” (2016) – nagroda przyznawana przez tygodnik „Wprost” za wkład w rozwój gospodarczy, konsekwencję i wytrwałość w działaniach biznesowych.
- Gazela Biznesu – dziennik „Puls Biznesu” (2014, 2017, 2018) – nagroda dla jednego z najdynamiczniej rozwijających się przedsiębiorstw w Polsce.
- I miejsce w programie Jakość Obsługi (2008-2010, 2012, 2022) – za najwyższe standardy w obsłudze klienta.

Marka Apart od lat zyskuje uznanie zarówno w krajowych, jak i międzynarodowych konkursach, co potwierdza jej silną pozycję na rynku, zaufanie klientów oraz wysoką ocenę ekspertów branży jubilerskiej. Liczne – i często powtarzające się – wyróżnienia stanowią wyraz uznania dla konsekwentnego dążenia firmy do perfekcji w każdym aspekcie działalności: od jakości oferowanych produktów po standardy obsługi. Poniżej wybrane nagrody przyznane marce w poprzednich latach:
- Mistrz Handlu i Usług MasterCard
- Diamenty Forbesa
- European Trusted Brands
- Dobra Firma
- Joy Trendy
- Amber Partner Award
- PremiumBrand
- Modne Miejsce